# 贵橡基督徒交通中心
贵橡基督徒交通中心（The Honor Oak Christian Fellowship & Conference Centre）是位于英国伦敦东南部刘易舍姆区贵橡路的一个基督徒聚集和训练设施，创建者是英国基督徒领袖 史百克（T. Austin-Sparks）。
史百克在年轻时曾是宾路易师母的助手。1926年，史百克和贵橡浸信会的一部分信徒迁到贵橡路上的Forest Hill House （原是一所男子寄宿学校），更名为“贵橡基督徒交通中心”。
1971年史百克去世以后，该中心的活动已经大为减少。